# Acacia handonis
Acacia handonis é uma espécie de leguminosa do gênero Acacia, pertencente à família Fabaceae.